# Discographie de Zazie
Il s’agit de la discographie de la chanteuse Zazie. Elle sort 11 albums studio, 3 albums et DVD lives et 47 singles tout au long de sa carrière.

## Albums

### Albums studio
| Titre                                                                      | Classements | Classements | Classements | Classements | Classements | Classements | Classements | Classements | Certifications | Ventes mondiales |
| Titre                                                                      | FRA         | DIG         | WAL         | FLA         | SUI         | ROM         | EUR         | MON         | Certifications | Ventes mondiales |
| Je, tu, ils - Sortie: 28 septembre 1992 - Label: Mercury Records           | 173         | -           | -           | -           | -           | -           | -           | -           |                | WW : 30 000      |
| Zen - Sortie: 19 septembre 1995 - Label: Universal Music                   | 8           | -           | 9           | -           | -           | -           | -           | -           | Platine        | WW : 500 000     |
| Made in Love - Sortie: 11 mai 1998 - Label: Universal Music                | 3           | -           | 17          | -           | -           | -           | -           | -           | Platine        | WW : 400 000     |
| La Zizanie - Sortie: 16 octobre 2001 - Label: Mercury, Universal Music     | 1           | -           | 1           | -           | 28          | -           | -           | -           | Platine        | WW : 600 000     |
| Rodéo - Sortie: 22 novembre 2004 - Label: Universal Music                  | 2           | -           | 2           | -           | 45          | -           | -           | -           | Platine        | WW : 450 000     |
| Totem - Sortie: 12 février 2007 - Label: Mercury Records                   | 1           | 9           | 1           | -           | 10          | -           | -           | -           | Platine        | WW : 400 000     |
| Za7ie - Sortie: 20 septembre 2010 - Label: Universal Music                 | 1           | 1           | 1           | -           | 28          | 8           | 19          | 37          | Platine        | WW : 150 000     |
| Cyclo - Sortie: 18 mars 2013 - Label: Universal Music                      | 3           | 4           | 3           | 70          | 22          | 5           | -           | -           | Or             | WW : 65 000      |
| Encore heureux - Sortie: 30 octobre 2015 - Label: Mercury, Universal Music | 5           | 3           | 2           | 196         | 12          | 2           | -           | -           | Or             | WW : 60 000      |
| Essenciel - Sortie: 7 septembre 2018 - Label: 6&7 / Believe                | 2           | 1           | 2           | 176         | 8           | 1           | -           | -           | Platine        | WW : 120 000     |
| Aile-P - Sortie: 2 décembre 2022 - Label: 6&7                              | 15          | -           | 12          | -           | 45          | -           | -           | -           |                | WW : 40 000      |
| Total :                                                                    | Total :     | Total :     | Total :     | Total :     | Total :     | Total :     | Total :     | Total :     | Total :        | 2 815 000        |

### Albums lives
| Année | Album        | Classement des ventes | Classement des ventes | Classement des ventes | Certification France | Ventes en Europe |
| Année | Album        | France                | Belgique              | Suisse                | Certification France | Ventes en Europe |
| ----- | ------------ | --------------------- | --------------------- | --------------------- | -------------------- | ---------------- |
| 1999  | Made in Live | 30                    | 39                    | —                     | Or                   | 100 000          |
| 2003  | Ze Live !!   | 3                     | 6                     | 47                    | Or                   | 120 000          |
| 2006  | Rodéo Tour   | 12                    | 7                     | 79                    | —                    |                  |

### Compilations
| Année | Album                                | Classement des ventes | Classement des ventes | Classement des ventes | Certification France | Ventes en Europe |
| Année | Album                                | France                | Belgique              | Suisse                | Certification France | Ventes en Europe |
| ----- | ------------------------------------ | --------------------- | --------------------- | --------------------- | -------------------- | ---------------- |
| 2008  | Zest of Zazie                        | 1                     | 1                     | 39                    | Platine              | 250 000          |
| 2015  | Les 50 plus belles chansons de Zazie | 18                    | 9                     | —                     | —                    | 15 000           |

## DVD
| Année | DVD           | Classement des ventes | Classement des ventes | Classement des ventes | Ventes en Europe |
| Année | DVD           | France                | Belgique              | Suisse                | Ventes en Europe |
| ----- | ------------- | --------------------- | --------------------- | --------------------- | ---------------- |
| 1999  | Made in Live  | 33                    | —                     | —                     |                  |
| 2003  | Ze Live !!    | —                     | —                     | —                     |                  |
| 2006  | Rodéo Tour    | 1                     | 1                     | —                     |                  |
| 2008  | Zest Of Zazie | 1                     | 4                     | —                     |                  |

## EP
| Année | EP          | Classement des ventes | Classement des ventes | Classement des ventes | Classement des ventes | Ventes en France |
| Année | EP          | France                | France TL             | Belgique              | Suisse                | Ventes en France |
| ----- | ----------- | --------------------- | --------------------- | --------------------- | --------------------- | ---------------- |
| 2010  | Ma quête    | —                     | 5                     | —                     | —                     | 2 000            |
| 2010  | En images   | —                     | —                     | —                     | —                     | —                |
| 2010  | Les enfants | —                     | 8                     | —                     | —                     | 1 000            |
| 2010  | Recyclage   | —                     | 11                    | —                     | —                     | 1 000            |
| 2010  | Collectif   | —                     | 15                    | —                     | —                     | —                |
| 2010  | On sort     | —                     | 20                    | —                     | —                     | —                |
| 2010  | Relaxation  | —                     | 33                    | —                     | —                     | —                |
| 2022  | L’EP        |                       |                       |                       |                       |                  |

## Singles
| Année | Single                                            | Classement des ventes | Classement des ventes | Classement des ventes | Album                  |
| Année | Single                                            | France                | France TL             | Belgique              | Album                  |
| ----- | ------------------------------------------------- | --------------------- | --------------------- | --------------------- | ---------------------- |
| 1992  | Sucré, salé                                       | 46                    | —                     | —                     | Je, tu, ils            |
| 1993  | Je, tu, ils                                       | —                     | —                     | —                     | Je, tu, ils            |
| 1993  | Un petit peu amoureux                             | —                     | —                     | —                     | Je, tu, ils            |
| 1995  | Larsen                                            | 38                    | —                     | —                     | Zen                    |
| 1996  | Zen                                               | 23                    | —                     | —                     | Zen                    |
| 1996  | Un point c’est toi                                | 24                    | —                     | —                     | Zen                    |
| 1996  | Homme sweet homme                                 | —                     | —                     | —                     | Zen                    |
| 1997  | Les meilleurs ennemis (en duo avec Pascal Obispo) | 39                    | —                     | 20                    | Superflu               |
| 1997  | Rose                                              | —                     | —                     | —                     | Ma vie en rose         |
| 1998  | Tous des anges                                    | 87                    | —                     | —                     | Made in Love           |
| 1998  | Ça fait mal et ça fait rien                       | 75                    | —                     | —                     | Made in Love           |
| 1998  | Tout le monde                                     | 23                    | —                     | 34                    | Made in Love           |
| 1999  | Chanson d'ami                                     | —                     | —                     | —                     | Made in Love           |
| 1999  | Made in love                                      | —                     | —                     | —                     | Made in Love           |
| 1999  | Cyber - live                                      | —                     | —                     | —                     | Made in Live           |
| 2001  | À ma place (en duo avec Axel Bauer)               | 4                     | —                     | 1                     | Personne n’est parfait |
| 2001  | Rue de la paix                                    | 11                    | —                     | 11                    | La Zizanie             |
| 2001  | Adam et Yves                                      | 22                    | —                     | —                     | La Zizanie             |
| 2002  | Sur toi                                           | —                     | —                     | —                     | La Zizanie             |
| 2003  | Danse avec les loops                              | 53                    | —                     | —                     | La Zizanie             |
| 2003  | La vie en rose                                    | —                     | —                     | —                     | Jeux d'enfants         |
| 2004  | Rodéo                                             | —                     | —                     | —                     | Rodéo                  |
| 2004  | Toc toc toc                                       | —                     | —                     | —                     | Rodéo                  |
| 2005  | Excuse-moi                                        | —                     | —                     | —                     | Rodéo                  |
| 2005  | Oui                                               | —                     | —                     | —                     | Rodéo                  |
| 2006  | La dolce vita - live                              | —                     | —                     | —                     | Rodéo Tour             |
| 2006  | Des rails                                         | —                     | 14                    | 25                    | Totem                  |
| 2007  | Je suis un homme                                  | 7                     | 5                     | 7                     | Totem                  |
| 2007  | J’étais là                                        | —                     | —                     | —                     | Totem                  |
| 2008  | Flower Power                                      | —                     | —                     | —                     | Totem                  |
| 2008  | FM Air                                            | 8                     | 31                    | 20                    | Zest of Zazie          |
| 2010  | Avant l'amour                                     | —                     | 35                    | 8                     | Za7ie                  |
| 2010  | Être et avoir                                     | —                     | —                     | —                     | Za7ie                  |
| 2011  | Chanson d'amour                                   | —                     | —                     | —                     | Za7ie                  |
| 2011  | Me taire te plaire (en duo avec Mademoiselle K)   | —                     | —                     | —                     | Jouer dehors           |
| 2013  | Les contraires                                    | 34                    | 34                    | 11                    | Cyclo                  |
| 2013  | 20 ans                                            | —                     | —                     | 48                    | Cyclo                  |
| 2013  | Temps plus vieux                                  | —                     | —                     | —                     | Cyclo                  |
| 2015  | Discold                                           | 42                    | 42                    | 30                    | Encore heureux         |
| 2015  | Pise                                              | 87                    | 87                    | —                     | Encore heureux         |
| 2016  | Faut pas s'y fier                                 | —                     | —                     | —                     | Encore heureux         |
| 2018  | Speed                                             | 2                     | 2                     | —                     | Essenciel              |
| 2018  | L'Essenciel                                       | —                     | —                     | —                     | Essenciel              |
| 2019  | Nos âmes sont                                     | —                     | —                     | —                     | Essenciel              |
| 2020  | Après la pluie                                    | —                     | —                     | —                     | —                      |
| 2022  | Let it shine                                      | —                     | —                     | —                     | Aile-P                 |
| 2022  | Couleur (Radio Edit)                              | —                     | —                     | —                     | Aile-P                 |

## Enregistrements multi-artistes

### Duos
Hormis ceux enregistrés sur ses propres albums, Zazie a enregistré plusieurs titres en duo :
- Me taire, te plaire avec Mademoiselle K sur l'album Jouer dehors (version 2) (2011),
- Une bébête avec Renaud Papillon Paravel sur l'album Écris ça quelque part (2011),
- La Passion avec Fabien Cahen sur l’album Marchands de loups (2006),
- J’ai ta main avec Patrick Bruel sur l’album Entre Deux (2002)
- À ma place avec Axel Bauer sur l’album Personne n’est parfait (2001),
- Les meilleurs ennemis avec Pascal Obispo sur l’album Superflu (1996).
- Ce n’est pas nous qui sommes mauvais avec le groupe 3 minutes sur mer sur l’album L’endroit d’où l’on vient (2017)

Les duos et titres multi-artistes enregistrés pour des causes caritatives se trouvent sur la Discographie de Zazie.
Elle a chanté de nombreux autres duos, à diverses occasions:

### Chœurs
Liste des titres sur lesquels Zazie a participé aux chœurs :
- 1992 :
  - Plus que tout au monde et Les mains qui se cherchent sur l’album de Pascal Obispo, Plus que tout au monde
- 1994 :
  - Tu compliques tout, Où est l’élue, 69 %, L’île aux oiseaux, Chlore et Est-ce que c’est l’amour ? sur l’album de Pascal Obispo, Un jour comme aujourd’hui
- 1997 :
  - Il faut du temps, Où et avec qui tu m’aimes, Le meilleur reste à venir, Eléa, Superflu, L’échappée belle, Rêves d’Orient et Tes paroles en l’air, sur l’album de Pascal Obispo, Superflu
- 2000 :
  - Horizontale et La guitare à Paul, sur l’album de Maxime Le Forestier, L’écho des étoiles
  - Simple comme bonjour, sur l’album de Vincent Baguian, Mes Chants
- 2002 :
  - Slowfood, sur l’album d’Aston Villa, Strange : Zazie et d’autres chanteurs y récitent des menus du chef Pierre Gagnaire sur une musique envoûtante.
- 2004 :
  - Sans remords ni regrets, sur l’album de Michel Delpech, Le Roi de rien
- 2007 :
  - C’est beau la Vie, Frôler L’amour et Schizophrène sur l’album de Fabien Cahen, Marchands de Loups
- 2008 :
  - C’est pas gagné d’avance, sur l’album de Vincent Baguian, Ce soir c’est moi qui fais la fille

### Autres
- Bandes originales :
  - En 1997, Zazie enregistre la bande originale du film Tout doit disparaître ainsi que la chanson-titre du même nom, qu’elle a composé avec Pierre Jaconelli et Christophe Voisin ;
  - Elle chante Rose, composée par Dominique Dalcan pour la bande originale du film Ma vie en rose, sorti en 1997 ;
  - En 2003, elle interprète une reprise de La Vie en Rose d’Édith Piaf pour le générique de fin du film Jeux d’Enfants.
- Autres :
  - Elle reprend sa propre chanson Homme Sweet Homme a capella pour l’album Akapela de Philippe Kelly et Marco Beacco ;
  - Elle chante Requiem pour un con, reprise de Gainsbourg, sur l’album Pop Session, qui lui est dédié ;
  - La baleine de parapluie sur la seconde édition de l’album Émilie Jolie de Philippe Chatel.
  - Elle interprète Ma plus belle histoire d'amour c'est vous, de Barbara à l'occasion du concert Une fête à Jean-Louis, aux Francofolies 2004, pour le départ de son fondateur Jean-Louis Foulquier.
  - En 2000, au réservoir, elle interprète en duo avec Jean-Jacques Goldman le titre Bonne idée.

### Albums caritatifs
Les Enfoirés  :
En plus de la Chanson des restos chaque année, Zazie a interprété un grand nombre de titres aux concerts annuels des Enfoirés, depuis 1997. Ils sont enregistrés et vendus chaque année sous forme de CD et DVD au profit des Restos du cœur.
Sol En Si : 
- Sur l'album Les Grands Gamins au Zénith (2008) :

1. Un Enfant (avec tous les autres chanteurs)
2. Medley comptines avec Alain Souchon, Francis Cabrel, Maxime Le Forestier, Maurane, Catherine Lara et Michel Jonasz
3. On n'est pas là pour se faire engueuler avec Maxime Le Forestier et Thomas Dutronc
4. La tendresse avec Adamo
5. Isabelle je t'aime avec Yannick Noah, Clarika et Jeanne Cherhal
6. Medley Boby Lapointe avec Ours, Alain Souchon, Michel Jonasz, Louis Chedid, Adamo et Bénabar
7. Comic Strip avec Sandrine Kiberlain, Ours, Clarika et Jeanne Cherhal
8. L'oiseau (Sébastien parmi les hommes) avec Calogero
9. V'la l'bon vent avec Michel Jonasz, Maxime Le Forestier et Maurane
10. Les cornichons avec Clarika, Maurane et Sandrine Kiberlain
11. Medley séries TV (avec tous les autres chanteurs)
12. Le Loup, la Biche et le Chevalier (hommage à Henri Salvador) (avec tous les autres chanteurs)
13. Foyalé (avec tous les autres chanteurs)

- Foyalé avec MC Solaar, Yannick Noah, Tété et Je me croyais fort avec Axel Bauer, Francis Cabrel sur l'album Sol En Si (compilation) (2005)
- Chapiteau 4 étoiles sur l'album Sol En Cirque (2003)
- T'as beau pas être beau, Michèle, Dansez sur moi sur l'album Chacun peut y mettre du sien (1999)
- Dodo, Rémi avec Maxime Le Forestier et Alain Souchon (notamment) sur le 3e album (live) de Sol En Si (1997)
- Dodo, Rémi avec Alain Chamfort sur le 2e album de Sol En Si (1995)

Autres :
- Douce nuit avec Calogero sur l'album  Noël Ensemble
- Eucalyptus avec Étienne Daho sur la compilation Ensemble
- 1 Geste pour Haïti chérie (single) avec de nombreux autres artistes

## Vidéographie
- De l’album Je, tu, ils :
  - Sucré, salé, réalisé par Pascal d'Hoeraene
  - Je, tu, ils, réalisé par Philippe Gautier
  - Un petit peu amoureux, réalisé par Philippe Gautier
- De l’album Zen :
  - Larsen, réalisé par Philippe André
  - Zen, réalisé par Philippe André
  - Un point c’est toi, réalisé par Didier Le Pêcheur
  - Homme sweet homme, réalisé par Didier Le Pêcheur
- De l’album Made in Love :
  - Tous des anges, réalisé par Philippe André
  - Ça fait mal et ça fait rien, réalisé par Didier Le Pêcheur
  - Tout le monde, réalisé par Jean-Baptiste Mondino
  - Chanson d’ami, réalisé par Didier Le Pêcheur
- De l'album La Zizanie :
  - Rue de la paix, réalisé par Spe6men
  - Adam et Yves, réalisé par Mathieu Salliva
  - Sur toi, réalisé par Spe6men
  - Danse avec les loops, réalisé par Julien Trousselier
- De l’album Rodéo ; ils ont été tournés en Inde et sont tous réalisés par Didier Le Pêcheur. Visionnés dans l'ordre suivant, ils forment le court-métrage Rodéo Indien, présent sur la version SACD de l'album :

La pluie et le beau temps, Doolididom, Excuse-moi, La dolce vita, Toc, toc, toc, Lola majeure, Slow, Oui, Rodéo et J’arrive.
- De l'album Totem :
  - Des rails, réalisé par Gilles Porte
  - Je suis un homme, réalisé par Yvan Attal
  - J’étais là, réalisé par Denis Thybaud
- De l'album Za7ie :
  - Avant l'amour, réalisé par Laurent Seroussi
  - Être et avoir, réalisé par Jean-Marie Antonini
  - Chanson d'amour, réalisé par Didier Le Pêcheur
- De l'album Cyclo :
  - Cyclo, réalisé par Christian Beuchet
  - 20 ans, réalisé par Denis Thybaud
  - Temps plus vieux, réalisé par Christian Beuchet
- De l'album Encore heureux : 
  - Discold, réalisé par Gentil-Gentil
  - Pise, réalisé par Yann Arthus-Bertrand et Baptiste Druot
  - Faut pas s'y fier, réalisé par Agathe Riedinger
- De l’album Essenciel :
  - Speed, réalisé par Ady&Matt
  - L'Essenciel, réalisé par Ady&Matt
  - Nos âmes sont, réalisé par Julie Gautier
- De l’album Aile-P :
  - Let It Shine, réalisé par Pierre Saba Aris[9]
  - Couleur, réalisé par Pierre Saba[10]

- De divers albums :
  - Les Meilleurs Ennemis (de l’album Superflu de Pascal Obispo), réalisé par Didier Le Pêcheur
  - Cyber, (de l'album Made in Live), réalisé par Gilbert Namiand
  - La Vie en rose (de la bande originale du film Jeux d’enfants)
  - À ma place (de l’album Personne n’est parfait d’Axel Bauer), réalisé par Didier Le Pêcheur
  - FM Air (de la compilation Zest of Zazie), réalisé par Julien Reymond
  - Me taire Te plaire, avec Mademoiselle K